# Regra três
Regra três è una canzone composta da Vinícius de Moraes e Toquinho, fu incisa per la prima volta dagli stessi autori nel 1972 nel 45 giri Regra três / Valsa para uma menininha e inserito nell'album São demais os perigos desta vida....

## Storia e significato
Considerato da Toquinho uno dei samba del periodo di San Paolo, nati dalla sua collaborazione con Vinicius de Moraes, “Regra três” ha una storia particolare. Toquinho dopo aver composto la melodia, aveva chiesto a Vinicius di scrivere il testo. Una volta composto il testo Vinicius lo aveva consegnato, ma Toquinho non aveva apprezzato e aveva chiesto al poeta di scriverne un altro. Vinicius si rassegnò e, scrivendo Regra três, fece una chiara allusione alla vita sentimentale del suo partner: hai fatto così tanti pasticci che lei si è stancata perché tu, ragazzo, hai abusato della regola tre... e infine gli fece una espressa raccomandazione affinché il chitarrista smettesse di essere un donnaiolo. Toquinho non poteva rifiutare il nuovo testo  di Vinicius e dovette accettarlo così com'era. Ricordando tuttavia al vecchio poeta che anch'egli era un instancabile conquistatore, definendolo un uomo con una sola donna... ogni due mesi..